# Tetranchyroderma tanymesatherum
Tetranchyroderma tanymesatherum är en djurart som tillhör fylumet bukhårsdjur, och som beskrevs av Hummon, Todaro, Balsamo och Ezio Tongiorgi 1996. Tetranchyroderma tanymesatherum ingår i släktet Tetranchyroderma och familjen Thaumastodermatidae. Inga underarter finns listade i Catalogue of Life.